# Listă de sculptori belgieni
Aceasta este o listă de sculptori belgieni.

## B
- Delphine Boël
- Pol Bury

## D
- Alphons De Cuyper
- François Duquesnoy

## F
- Jan Fabre
- Jean-Michel Folon

## G
- Guillaume Geefs
- Joseph Geefs
- George Grard

## J
- Oscar Jespers

## L
- Jules Lagae
- Jef Lambeaux

## M
- Constantin Meunier
- George Minne

## O
- Jan Van Oost

## S
- Olivier Strebelle

## T
- Daniël Theys

## W
- Rik Wouters

## Y
- Jan Yoors